# Cebrio seguranus
Cebrio seguranus is een keversoort uit de familie Cebrionidae. De wetenschappelijke naam van de soort is voor het eerst geldig gepubliceerd in 1983 door Caminero.